# Nationalpark Tijuca

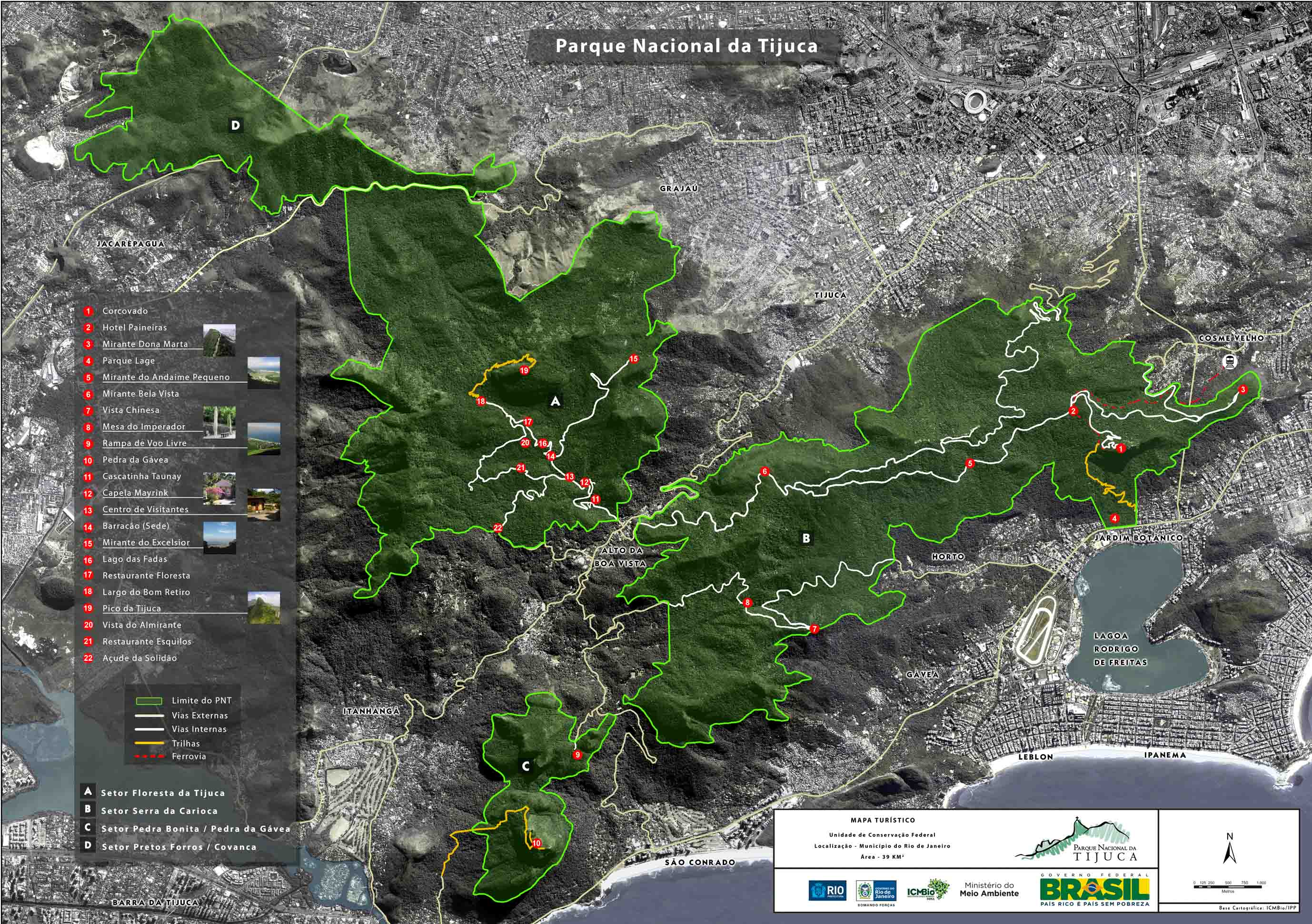
Karte des Nationalparks

Der Nationalpark Tijuca (portugiesisch Parque Nacional da Tijuca, PNT, PARNA Tijuca, Aussprache [tiˈʒuːkɐ]) befindet sich im Stadtgebiet von Rio de Janeiro und umfasst 39,72 km² (Ur-)Waldgebiet der Floresta da Tijuca. Er wurde am 6. Juni 1961 geschaffen.

## Geschichte

### Zerstörung des Waldgebietes
Seit Mitte des 16. Jahrhunderts wurden große Teile des Waldgebiets in den Tälern im Randgebiet von Rio de Janeiro für den Anbau von Zuckerrohr gerodet. Jedoch stellte dieses seit der Nutzung von Rübenzucker in Europa eine immer kleinere Einnahmequelle dar. Als in den späten 1760er Jahren entdeckt wurde, dass die Gegend um Rio de Janeiro aufgrund des guten Bodens optimal für den Anbau von Kaffee geeignet war, wurden die Anbauflächen für Zuckerrohr und andere Nahrungsmittel in Kaffeeplantagen verwandelt. Dieser war lange Zeit das wichtigste Anbau-, Wirtschafts- und Exportprodukt der Region. In den 1790er Jahren existierten Farmen mit 60.000 bis 100.000 Pflanzen. Diese waren oft im Besitz von Adeligen, Einwanderern und Diplomaten. Aufgrund der intensiven Bewirtschaftung waren die Böden bereits in den 1820er Jahren vollständig ausgelaugt, weshalb die Farmen größtenteils verlassen wurden. Jedoch erhielten diese bald eine neue Nutzung. Mit der Flucht des portugiesischen Königs Johann VI. und seinen zahlreichen Begleitern nach Brasilien wurde neues Bauland für deren Unterbringung benötigt, wofür sich das brachliegende Gelände anbot, das später den inoffiziellen Namen „Imperial Tijuca“ erhielt.
Die Stadt, welche ihr Trinkwasser nur aus kleinen Bächen bezog, litt in den 1810er Jahren unter leichter Wasserknappheit, da die Bäche und Quellen durch die Abholzung des ursprünglichen Waldes drohten auszutrocknen. Johann VI. befahl daraufhin, die Beendigung der Abholzung in Wassereinzugsgebieten und an Bachufern und eine staatliche Beschlagnahme dieser Grundstücke. Da diese Forderungen nicht umgesetzt wurden, traten 1824, 1829, 1833 und 1844 deutlich stärkere Dürren und auch Überflutungen in der Regenzeit auf. Es wird vermutet, dass zu dieser Zeit nur ca. 35 % des Wasserbedarfes der Stadt gedeckt waren. Der Wassermangel im Jahr 1844 war für die Regierung ausschlaggebend, die Forderungen von 1817 umzusetzen.

### Aufforstung
Zur Bekämpfung der Trinkwasserknappheit wurden in den Jahren 1845 bis 1848 von der Regierung überwachte Aufforstungen auf privatem Gelände vorgenommen. Die Bepflanzung war jedoch sehr spärlich, sodass sich zwar die Wasserversorgung der Stadt verbesserte, aber dennoch nicht zur Versorgung ausreichte. Außerdem wurden weiterhin Waldgebiete durch Baumfällungen und Holzkohleproduktion zerstört. Die Rückgewinnung der zerstörten Ländereien war ab 1853 auch ein wichtiges politisches Thema, sodass bereits 1856 etliche Grundstücke in Wassereinzugsgebieten gekauft wurden. Die Arbeiten an den gekauften Gebieten begannen allerdings erst, nachdem der Auftrag an die dafür neu gegründete Behörde Inspetoria de Obras Públicas e Navegação des 1860 gegründeten Secretaria de Estado dos Negócios da Agricultura, Comércio e Obras Públicas, dem heutigen Landwirtschaftsministerium, vergeben war. Diese ernannte Manuel Gomes Archer zum Leiter des Projektes, welchem ein anonymer Beobachter und sechs Sklaven zugeteilt wurden.
Am 4. Januar 1862 begannen die Arbeiten zur Aufforstung. Archer entschied, sich zuerst um die am stärksten geschädigten Bereiche zu kümmern. Er nutzte unterschiedliche Baumarten zur Stärkung der Widerstandsfähigkeit des künftigen Waldes. Die Setzlinge dazu bezog er aus intakten benachbarten Wäldern oder aus der Baumschule des Botanischen Gartens. Die Pflanzen, die er hier erhielt, waren aber zum Teil auch Exoten. Später legte er auch eine eigene Baumschule an, was die Arbeiten beschleunigte. 1867 kaufte die Regierung weitere Flächen, welche auch von Archer bewaldet werden sollten. Dieser gab aber seine Arbeit 1874 auf, da er nicht genügend Arbeitskräfte hatte, um sowohl den vorhandenen Wald zu pflegen als auch die Aufforstung fortzusetzen. Deshalb wurden die 1867 erworbenen Flächen in ihrem Zustand belassen. Auf ihnen bildete sich später Sekundärwald.
| Jahr      | Gepflanzte Bäume | Überlebensrate |
| --------- | ---------------- | -------------- |
| 1862      | 13.613           | 79 %           |
| 1865      | 11.282           | 84 %           |
| 1868      | 12.932           | 77 %           |
| 1869–1871 | 23.658           | 79 %           |
| 1872      | 3.585            |                |

### Nationalpark und UNESCO-Weltkulturerbe
100 Jahre später wurde das Gebiet zu einem Nationalpark im damaligen Bundesstaat Guanabara erhoben und wird heute durch das Instituto Chico Mendes de Conservação da Biodiversidade (IMCBio) verwaltet.
Mehrere Straßen führen durch den Wald zu den Aussichtspunkten, Wanderwege führen zu Höhlen und Wasserfällen. Auffällige Gipfel sind die Pedra da Gávea und der 1022 m hohe Pico da Tijuca. Auch das Wahrzeichen Rios, der Corcovado, befindet sich im Park.

## Flora und Fauna
Quelle:

### Flora
- Balsaminengewächse
- Palmengewächse
- Aronstabgewächse
- Bromeliengewächse
- Hypoxidaceae
- Malvengewächse
- Pfeilwurzgewächse
- Schwarzmundgewächse
- Bananengewächse
- Myrtengewächse
- Pfeffergewächse
- Süßgräser
- Rötegewächse

### Fauna
Die meisten Tiere leben versteckt oder sind nachtaktiv:
- Insekten, Spinnen
- Schlangen (z. B. Jararaca-Lanzenotter)
- Eidechsen (Ameiven, Leguane, Tejus)
- Tangare
- Kolibris
- Säugetiere (Kapuzineraffen, Waldhunde, Nasenbären, Pakas, Gürteltiere, Ameisenbären)

## Tourismus
Im Jahr 2017 besuchten 3,3 Millionen Menschen den Nationalpark Tijuca. Damit war dieser der meistbesuchte Nationalpark des Landes. Die über 200 Wanderwege, die den Park durchschneiden, ermöglichen eine Fortbewegung zu Fuß oder mit dem Fahrrad. Außerdem werden auch Jeeptouren und Wanderungen mit Touristenführern angeboten. Eine beliebte Attraktion für Besucher stellt die monumentale Christusstatue dar. Diese befindet sich auf dem Corcovado und kann sowohl über Wanderwege und offizielle Busse als auch mit der Corcovado-Bergbahn erreicht werden. Der Park verfügt über ein Besucherzentrum und öffnet von 8:00 bis 17:00 Uhr.